# Artemia salina
Артемия (лат. Artemia salina) — вид ракообразных из отряда жаброногих (Branchiopoda).

## Таксономия
Artemia salina была впервые описана (как Cancer salinus) Карлом Линнеем в его Systema Naturae в 1758 году на основе доклада о находке артемии в Лимингтоне, Англия.

## Описание

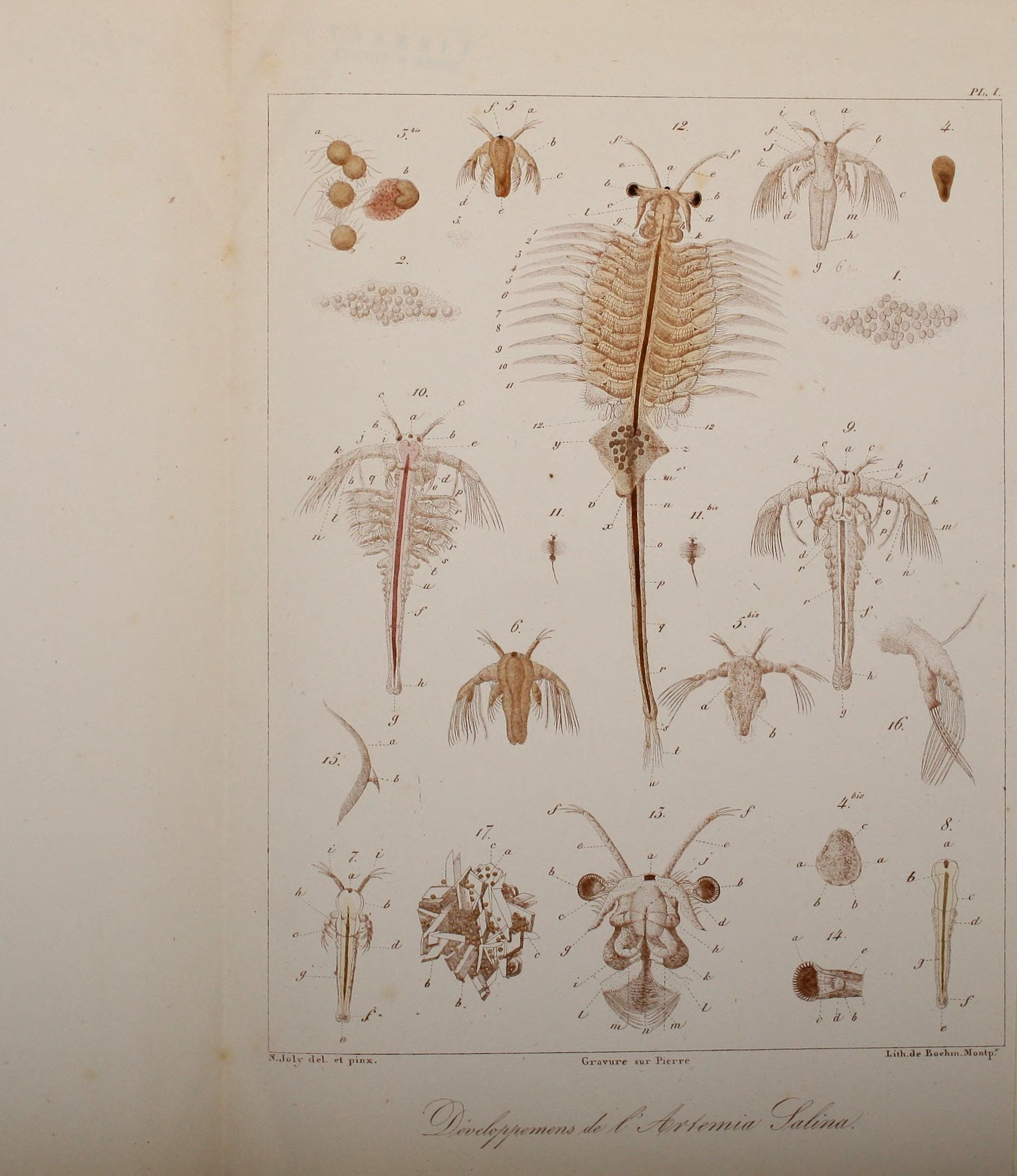
Из книги
Histoire d’un petit crustacé. Montpellier, Boehm, 1840

Взрослые рачки имеют три глаза и 11 пар ног и могут вырасти до размера в 15 миллиметров. Их кровь содержит гемоглобин, так же, как и у позвоночных. Самцы отличаются от самок заметно увеличенной второй парой антенн, превратившихся в органы захвата, используемые в спаривании.
Самцы имеют два репродуктивных органа. До совокупления самец обхватывает самку своими органами захвата, принимая позицию за её спиной. Самцы и самки могут плавать сцепленными вместе в течение ряда дней. В этом состоянии движения плавательных придатков пары приобретают согласованность.

## Жизненный цикл
Самки откладывают яйца после спаривания или в результате партеногенеза.
Яйцевой мешок у самок располагается на брюшке. В яйцевом мешке (uterus) одной самки артемии может содержаться до 200 яиц. Однако средняя плодовитость 50—60 яиц, помёты каждые 5—7 дней, в течение жизни их 15—18.
Есть два типа яиц: тонкостенные яйца, которые проклёвываются сразу, и яйца с толстой оболочкой, которые могут оставаться в состоянии покоя. Эти яйца, также известные как цисты, метаболически неактивны и могут оставаться в полном застое в течение двух лет, находясь в сухих условиях без доступа кислорода, даже при температурах ниже нуля. Эта способность называется криптобиоз. Яйца с толстой оболочкой формируются в экстремальных условиях, таких как низкий уровень кислорода, или повышение концентрации солёности — при высыхании водоёма.
Из яиц вылупляются науплии около 0,5 мм в длину. У них есть единственный простой глаз, который чувствует только присутствие и направление света. Науплии плывут к свету, тогда как взрослые особи стараются уплыть от него. Позже развиваются ещё два полноценных глаза, но первоначальный глаз также остаётся, в результате чего получается трёхглазое существо.
Половозрелой молодь становится через 18—30 дней. В условиях, препятствующих образованию гемоглобина, и при недостатке в корме хлорофилла артемия становится живородящей. Живёт этот рачок до 6 месяцев.

## Экология
В природе Артемия салина обитает в солёных озёрах: хлоридных, сульфатных и карбонатных. Часто водоёмы, в которых обитает артемия, расположены в курортных зонах. Рачки участвуют в формировании лечебных грязей, которыми славятся солёные озера. Как правило, артемия является единственным обитателем водоёма, так как другие организмы, образующие зоопланктон, не выживают при столь высокой концентрации соли. Солёность воды, где они обитают, может достигать 300 промилле. В пресной воде рачок умирает примерно через час. Питается в основном микроскопическими зелёными водорослями. Зачастую солёные водоемы, в которых обитает артемия, имеют розовый оттенок воды за счёт цвета рачков.
В огромном количестве населяет Большое Солёное озеро, где имеет коммерческое значение. Однако в настоящее время считается, что это озеро населено другим видом артемии, Artemia franciscana
Почти никогда не встречается в открытом море, скорее всего из-за нехватки корма и относительной беззащитности. Тем не менее, артемии были отмечены в эстуарии Elkhorn Slough, штат Калифорния, который соединён с морем. В отличие от большинства водных видов, артемия плавает вниз спиной.
Артемии могут жить в воде с гораздо большим или гораздо меньшим содержанием соли, чем в обычной морской воде. Они переносят солёность в сумме выше, чем 50 % или почти насыщенный раствор, и могут жить в течение нескольких дней в растворах, очень отличающихся от морской воды, например, в растворе марганцовки или нитрата серебра, однако йодирование поваренной соли вредно для них. Цвет животного зависит от концентрации соли: так, при высокой концентрации они приобретают слегка красноватый оттенок.

## Изученные места обитания артемии
- США

Большое Солёное Озеро (штат Юта), Бухта Сан-Франциско, озеро Марина—Салина.
- Россия

Оренбургская область, г. Соль-Илецк, курорт «Солёные Озера», озеро Дунино
Ставропольский край, Светлоградский р-он, хутор «Солёное озеро»
Ставропольский край, Красногвардейский р-он государственный заказник «Озеро Соленое»
Сакское озеро — бальнеологический курорт. Озеро Аджиголь, озеро Чонгар.
Сиваш — Республика Крым
Сасык — Республика Крым
Урал и Сибирь:
Курганская область:
Озеро Медвежье — грязевой и бальнеологический курорт.
Озеро Горькое. Озеро Шамеля
Хакасия, Озеро Шира, озеро Тус.
Озеро Шира п. Жемчужный.
Солёные озёра — г. Славянск, Донецкая обл.
Озеро Эбейты — Омская область.
Озеро Карачи — Чановский район, Новосибирская область, пос. Озеро-Карачи, грязевой и бальнеологический курорт.
Озеро Солёное Барабинский район, Новосибирская область, д. Богатиха.
Республика Алтай и Алтайский край, Озеро Большое Яровое, Бурлинское озеро — туристический и санаторно-курортный район. Рапа и грязь озера используются с лечебными целями в курортных и внекурортных условиях.
Малиновое озеро, Озеро Солёное, озеро Горькое, Кулундинское озеро, Кучукское озеро.
Челябинская область, Чесменский район, п. Клубовка, Озеро горько-соленое.
Озеро Голубое — г. Орехово-Зуево.
- Казахстан

Восточное побережье Каспийского моря, озеро Тенгиз, озеро Бурлю, озеро Балхаш, озеро Аксор, озеро Маралды, некоторые озера Северного Казахстана
- Украина

Солёные озера — Арабатская стрелка, с. Счастливцево, Херсонская обл.
Лиман Куяльник — Одесская область.
- Узбекистан

Аральское море — южная часть Аральского моря (Большой Арал).
- Кыргызстан

Солёное (Мёртвое) озеро — грязевой курорт (Южный берег оз. Иссык-Куль, за поселком Балыкчи
- Артемия была обнаружена в солёных водоёмах Кипра, Бразилии (оз. Макау), Италии (оз. Маргарита-ди-Савойя), Испании, Франции (оз. Лавальдук), КНР (оз. Тиенсин), Филиппин (оз. Баротак-Нуево), Аргентины (оз. Буэнос-Айрес), Шри-Ланки, Австралии (бухта Шарк-Бей), Канады (оз. Чаплин-Лейк)[9].
- Туркменистан

Залив Кара-Богаз-Гол.

## Использование
Артемия салина имеет большое значение для науки, хозяйства и фармацевтической отрасли. Её химический состав характеризуется высоким содержанием белков, жиров, незаменимых аминокислот и жирных кислот, витаминов, гормонов и других биологически активных соединений. В белках артемии обнаружено 18 аминокислот, 8 из них незаменимые: треонин, валин, метионин, изолейцин, лейцин, фениланин, лизин и гистидин. Как известно, эти аминокислоты имеют большую биологическую ценность, так как необходимы для полноценного питания организмов и синтеза белков в них. Цисты рачка богаты витаминами группы В, в частности В12, также артемия содержит каротиноиды, благодаря которым её тельце имеет красноватый оттенок.
Особую ценность и биологическую значимость имеют цисты рачка, они являются богатым источником нуклеиновых кислот.

### В пищу
Известно, что человек давно узнал о ценных для организма свойствах артемии и стал включать её в рацион питания. Большой популярностью в качестве кушанья рачки пользовались у американских индейцев, которые жили у берегов Большого Солёного озера на территории современного штата Юта. Кочевавшие к западу от дельты Нила арабы вылавливали рачков в солёных водоемах и готовили из них пасту, которая заменяла им мясо. Данные факты подтверждают наличие особых питательных свойств у Artemia salina.

### Грязелечение
Отмирающие тельца рачков столетиями накапливаются на дне минеральных водоёмов, смешиваясь с илом и солью; в результате образуется грязь, которая обладает лечебными свойствами. Грязи, в состав которых входит артемия, используют в косметических целях, для лечения и профилактики кожных заболеваний, заболеваний опорно-двигательного аппарата, заболеваний мочевыделительной системы, заболеваний женской и мужской половой сферы.
Курорты на территории России: «Озеро Карачи» (Новосибирская область), «Озеро Шира» (Хакасия), «Озеро Учум» (Красноярский край), озеро Дунино (г. Соль-Илецк, Оренбургская область), «Озеро Медвежье» (Курганская область), Солёное озеро в Ставропольском крае и другие.
Курорты на территории Украины: «Славкурорт» (г. Славянск, Донецкая обл.)
Курорты на территории Кыргызстана: «Мёртвое (Солёное) озеро» (Южный берег озера Иссык-Куль, за посёлком Балыкчи)

### Медицина
В научных кругах артемию рассматривают как сырьё для получения фармацевтических препаратов, корректирующих обмен веществ у человека и животных.
Из мелкоизмолотого порошка из цист Артемии салины изготавливают биологически активную добавку к пище «Кавесан», источник нуклеиновых кислот, причём сырьё из артемии является единственным компонентом препарата.
В Сибирском отделении РАМН ФГБУ «НИИ клинической иммунологии» (г. Новосибирск) была проведена научно-исследовательская работа «Оценка иммуномодулирующего действия биологически активной добавки „Кавесан“ в экспериментальных мышиных моделях и в условиях in vitro на человеческих клетках». Испытания показали, что БАД «Кавесан» обладает иммуномодулирующим действием, оказывает стимулирующее влияние на формирование клеточного и гуморального иммунитета. В тестах in vitro и in vivo было подтверждено отсутствие аллергического действия препарата «Кавесан».
В ГБУЗ НСО «Городской клинической больнице № 2» (г. Новосибирск) проводилось исследование влияния БАД «Кавесан» на клинико-функциональное состояние больных метаболическим синдромом. Научные испытания показали, что включение БАД «Кавесан» в лечебный курс дополнительно к основным рационам питания пациентов с метаболическим синдромом:
- определяет тенденцию к снижению жировой массы в составе тела больных на 7,5 %,
- увеличение фактической тощей массы на 13,0 % по сравнению с группой стандартного лечения,
- снижение содержания в организме больных фактической общей жидкости,
- способствует тенденции к улучшению липидного обмена.

По результатам проведённых исследований, в решении проблемы дефицита пищевого протеина, сбалансированного по нуклеотидам, витаминам и минеральным добавкам, может быть рекомендовано применение БАД «Кавесан» в качестве дополнительного источника нуклеиновых кислот, для восстановления и поддержания клетками регенеративной функции.

### Косметология
В Новосибирском НИИ гигиены проводилось клиническое изучение препарата «Кавесан», получаемого путём капсулирования порошка цист Artemia salina, с целью определить возможности применения БАД в косметической практике. Исследования показали, что добавление в рацион питания «Кавесана», являющегося источником нуклеиновых кислот:
- повышает общую резистентность организма,
- повышает эффективность косметических процедур,
- способствует повышению регенеративных способностей тканей, что является эффективным способом борьбы с дегенеративно-деструктивными и атрофическими изменениями кожи[16].

Зарубежные компании Израиля, Италии, Испании и др. используют экстракты из Artemia salina в создании наружных и инъекционных косметологических средств для anti-age терапии. В их числе антивозрастной комплекс «Forever young Forte peel» от компании «Christina» (Израиль), омолаживающие средства для лица «Diamond» от «Natura Bisse» (Испания), косметика « JANSSEN Cosmetics» (Германия).

### Научные исследования
Артемия — признанный объект научных исследований, на которых изучаются структурная организация хромосом, нуклеиновых кислот, механизмы биосинтеза белка, роль ферментов в различных процессах, а также этапы дифференциации клеток и морфогенеза, партеногенеза и полиплоидия.
Устойчивость этих существ делает их идеальными тестовыми организмами в экспериментах. Артемия является одним из стандартных организмов для тестирования токсичности химических веществ.

### Аквариумистика и промышленное рыбоводство
Артемию используют как первоклассный высокопитательный корм для рыб, креветок, крабов, омаров, разводимых на рыбоводных заводах и фермах. Она обладает высокой кормовой ценностью и способна повышать физиологические показатели животных.
Науплиусов артемии широко применяют как стартовый корм для мальков рыб в аквариумистике. Их выводят из яиц в аппаратах Вейса — перевёрнутых бутылках без дна, в которые снизу подаётся вода (или воздух) с такой скоростью, чтобы яйца находились во взвешенном состоянии и не садились на дно.
Артемия может появляться на свет в любое время года. По мнению аквариумиста Игоря Ванюшина, введение её в обиход представляется значительным событием в развитии аквариумистики.
Магазины кормов для аквариумистов продают замороженную артемию в качестве корма для рыб.

### Корм для диких и сельскохозяйственных животных
В естественной природе артемией и её яйцами (цистами) питаются многие животные, а главным её потребителем является фламинго. Считается, что свой цвет розовый фламинго получил именно благодаря употребляемому в пищу рачку.
Благодаря высокому содержанию белков, жиров, незаменимых аминокислот и жирных кислот яйца (цисты) артемии используют в качестве корма для сельскохозяйственных животных, что способствует повышению продуктивности, качества яиц и воспроизводительных способностей кур-несушек, оказывает положительное влияние на рост и развитие цыплят-бройлеров.
Содержание незаменимых аминокислот в артемии выше, чем в треске.

### Удобрения
Яйца (цисты) артемии богаты хитозаном, благодаря чему их применяют в качестве органического удобрения для подкормки и профилактической защиты растений: комнатных цветов, рассады и растений открытого грунта. Удобрения применяются для комнатного цветоводства, выращивания рассады и растений открытого грунта. Например, биоинсектицидный препарат «Артемия», хитозановый стимулятор роста растений «СЛОКС ‑ эко Артемия» и др.
Поскольку яйца жизнеспособны в течение многих лет, то можно купить яйца и также «Комплекты выращивания артемии» (англ. "Artemia growing kits") для детей, содержащие яйца артемии, соль, корма и самые необходимые инструменты. Дети получают возможность наблюдать за жизненным циклом этого интересного организма. Наиболее широко продавались под названием Sea-Monkeys.